# Campionat de Zúric 1996
L'edició del 1996 fou la 81a del Campionat de Zuric, anomenat aquest any Gran Premi de Suïssa. La cursa es disputà el 25 d'agost de 1996, entre Basilea i Zúric i amb un recorregut de 232 quilòmetres. El vencedor final fou l'italià Andrea Ferrigato, que s'imposà per davant de Michele Bartoli i Johan Museeuw.
Va ser la vuitena cursa de la Copa del Món de ciclisme de 1996.

## Classificació final
|    | Ciclista                   | Equip                   | Temps      |
| -- | -------------------------- | ----------------------- | ---------- |
| 1  | Andrea Ferrigato (ITA)     | Roslotto-ZG Mobili      | 5h 51' 52" |
| 2  | Michele Bartoli (ITA)      | MG Maglificio-Technogym | m. t.      |
| 3  | Johan Museeuw (BEL)        | Mapei-GB                | m. t.      |
| 4  | Lance Armstrong (USA)      | Motorola                | m. t.      |
| 5  | Francesco Casagrande (ITA) | Saeco-AS Juvenes        | m. t.      |
| 6  | Alessandro Baronti (ITA)   | Panaria-Vinavil         | m. t.      |
| 7  | Frank Vandenbroucke (BEL)  | Mapei-GB                | m. t.      |
| 8  | Fabio Baldato (ITA)        | MG Maglificio-Technogym | +11"       |
| 9  | Maurizio Fondriest (ITA)   | Roslotto-ZG Mobili      | m. t.      |
| 10 | Laurent Jalabert (FRA)     | ONCE                    | m. t.      |